# 안주반남

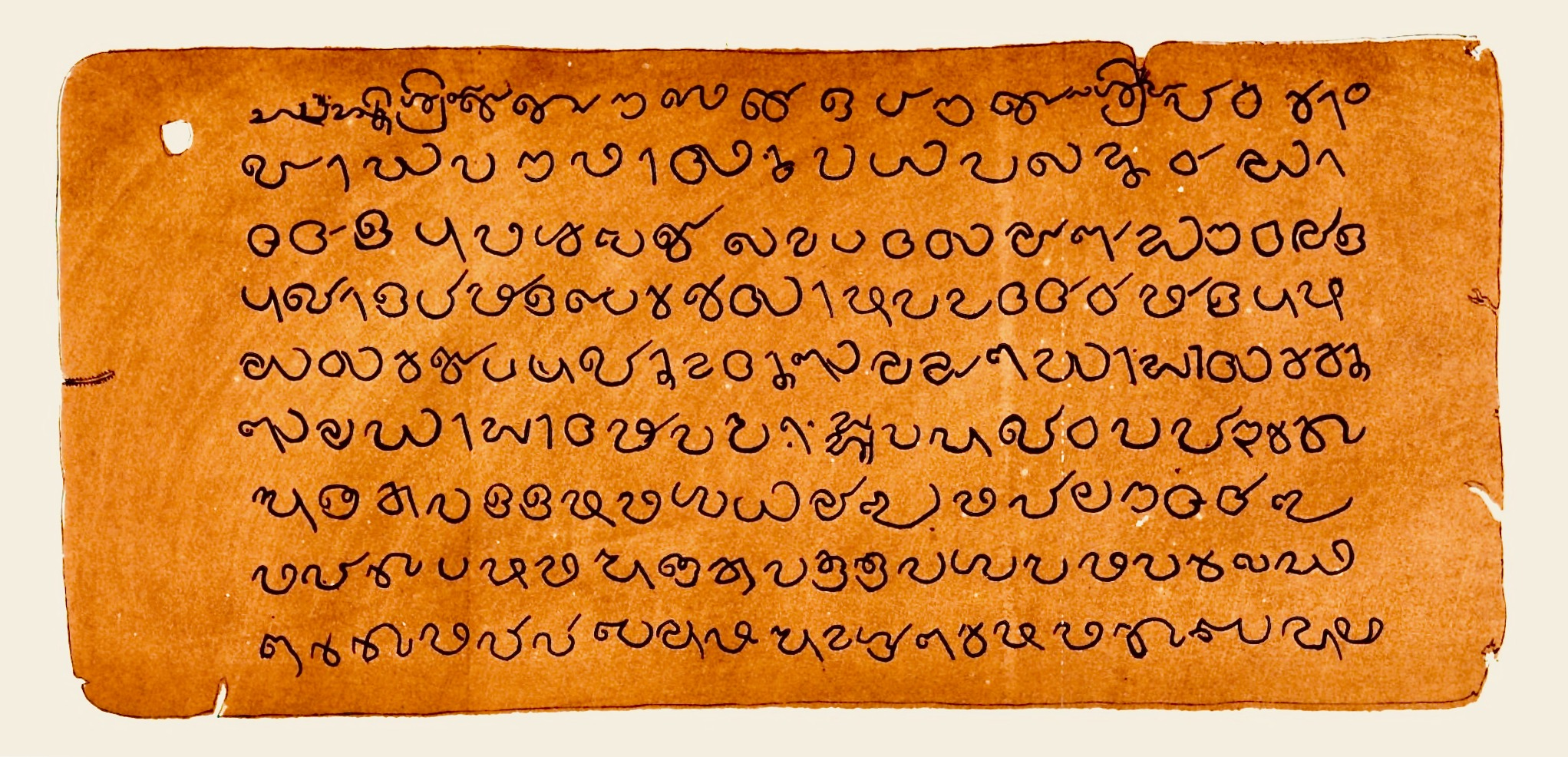
코친 유대인 구리판 (서기 1000년경)

안주반남(말라얄람어로 페르시아어 안주만에서 유래하며, 텔루구어 또는 칸나다어로는 한자마 또는 한자마나 또는 함야마나(hamyamana)는 일반적으로 비인도인 상인, 즉 주로 페르시아인 및 아랍인 계통으로 구성된 중세 상인 길드를 지칭하며, 주로 남인도에서 활동했다. 마니그라마 및 아인누루바르와 함께 안주반남 상인 길드는 중세 시대 남인도의 상업 활동에서 중요한 역할을 했다.
인도 내륙에서도 활동했던 마니그라마 상인 길드와는 달리, 안주반남의 존재는 해안 도시에서만 발견된다. 일부 항구에서 이 길드는 해당 도시 내에서 특별한 면책과 특권을 허용하는 왕실 칙령을 얻었다. 안주반남은 수많은 남인도 비문에서 언급되는데, 가장 주목할 만한 것은 퀼론 시리아 동판(서기 849년경)과 코친 유대인 동판(서기 1000년경)이다. 이 길드는 처음에는 케랄라 해안을 따라 상업 활동에 종사하다가 다른 남인도 해안으로 활동을 확장했다.

## 역사

### 어원
안주반남이라는 용어는 아마도 팔라비어 어원에서 유래했을 것이다. 이는 한자마나 및 팔라비어 안주만 또는 안조만(이는 사람들의 조직 또는 협회를 의미한다)과 관련이 있다. 한자마 또는 한자마나라는 용어는 텔루구어 및 칸나다어 기록에서 발견된다. 한자마나는 콘칸 해안의 비문에 사용된 용어이다. 이전 설명에 따르면, 안주반남이라는 칭호는 힌두교의 바르나 체계에서 유래했으며, 네 가지 바르나 중 어느 하나에도 속하지 않는 사람은 안주반난으로 불렸다.
안주반남 공동체의 구성원은 "안주반난"으로 알려져 있다.

### 구성 및 활동 지역
역사학자 Y. 수바라얄루는 안주반남 길드를 "서아시아 상인들의 단체"로 정의했다. 안주반남 길드는 주로 유대인, 시리아 기독교인, 무슬림 및 조로아스터교 또는 파르시 상인을 포함하는 중동 상인들이 조직했으며, 이들은 남인도에서 (주로 인도양 무역) 활동했다. 이 상인들은 일반적으로 남인도의 콘칸 해안, 말라바르 해안 및 코로만델 해안의 무역항에서 활동했으며 (심지어 자와섬을 포함한 동남아시아에서도 활동했다).
마니그라마 상인 길드는 인도 내륙에서도 활동했지만, 안주반남 상인 길드는 남인도의 해안 도시에서만 발견되었다.

### 발전
안주반남에 대한 가장 초기의 구체적인 금석문 증거인 서기 849년경의 퀼론 시리아 구리판은 9세기 중반 케랄라 해안에서의 길드 활동을 확인시켜준다. 10세기 초부터 아인누루바르는 남인도 전역으로 확장하여 안주반남과 마니그라마를 포함한 대부분의 기존 상인 길드를 통합했다. 안주반남 길드와 말라바르 해안의 유대인 상인들 간의 증가된 연관성은 코친 유대인 동판(서기 1000년경)에서 볼 수 있다. 12세기부터 이후로 오백인 상인 길드는 다양한 소규모 상인 길드의 우산 조직 역할을 했다. 11세기에서 13세기 동안 안주반남은 주로 인도 서부 및 동부 해안의 무슬림 상인들로 구성되었다.

## 같이 보기
- 코친 유대인
- 마니그라맘
- 남인도의 상인 길드